# PJ Hall
Paul Jerome "PJ" Hall, né le  21 février 2002 à Spartanburg en Caroline du Sud, est un joueur américain de basket-ball évoluant au poste de pivot et mesurant 2,04 m.

## Biographie

### Carrière universitaire
Entre 2020 et 2024, il joue pour les Tigers de Clemson.

### Carrière professionnelle
PJ Hall signe un contrat two-way avec les Nuggets de Denver en juillet 2024.
En juillet 2025, il part du côté des Grizzlies de Memphis, toujours via un contrat two-way.

## Palmarès et distinctions personnelles

### Universitaires
- First-team All-ACC (2024)
- Third-team All-ACC (2023)

## Statistiques

### Universitaires
| Saison    | Équipe   | Matchs | Titul. | Min./m | % Tir | % 3pts | % LF | Rbds/m. | Pass/m. | Int/m. | Ctr/m. | Pts/m. |
| --------- | -------- | ------ | ------ | ------ | ----- | ------ | ---- | ------- | ------- | ------ | ------ | ------ |
| 2020-2021 | Clemson  | 21     | 0      | 10.0   | .492  | .133   | .750 | 2.0     | .1      | .2     | .2     | 3.5    |
| 2021-2022 | Clemson  | 30     | 29     | 27.6   | .493  | .308   | .781 | 5.8     | 1.6     | .5     | 1.3    | 15.5   |
| 2022-2023 | Clemson  | 33     | 27     | 24.6   | .535  | .398   | .786 | 5.7     | 1.0     | .7     | 1.1    | 15.3   |
| 2023-2024 | Clemson  | 36     | 36     | 28.9   | .488  | .315   | .779 | 6.4     | 1.4     | .8     | 1.4    | 18.3   |
| Carrière  | Carrière | 120    | 92     | 24.1   | .503  | .326   | .780 | 5.3     | 1.1     | .6     | 1.1    | 14.2   |